# Gare du Luxembourg
Pour les articles homonymes, voir Gare de Luxembourg (homonymie) et Luxembourg (homonymie).
La gare du Luxembourg est une gare ferroviaire française de la ligne de Sceaux, située dans les 5e et 6e arrondissements de Paris. Elle dessert le quartier et le palais du Luxembourg, siège du Sénat, mais également le jardin du Luxembourg, le Panthéon, la place Edmond-Rostand, la rue Soufflot, ainsi qu'un grand nombre d'établissements d'enseignement supérieur et de lycées de grand renom.
Il s'agit d'une gare de la Régie autonome des transports parisiens (RATP) desservie par les trains de la ligne B du RER.

## Situation
La gare se situe sous le boulevard Saint-Michel à la hauteur du jardin du Luxembourg et de l'École des mines de Paris.

## Histoire

### Ouverture de la gare en 1895

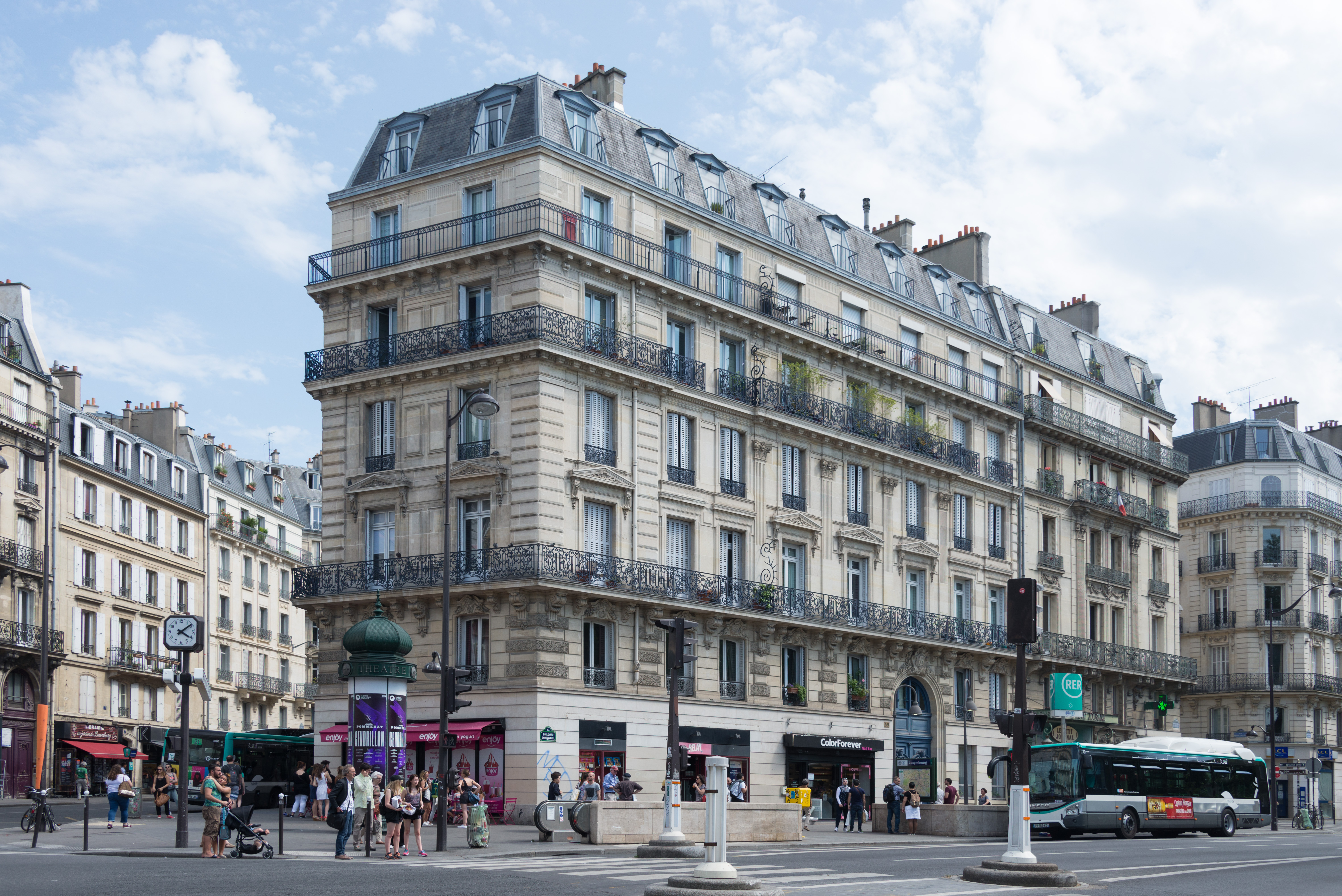
L'entrée se faisait par le rez-de-chaussée de cet immeuble.

Dans les années 1880, la Compagnie du chemin de fer de Paris à Orléans décide de reporter le terminus de la ligne de Sceaux de la gare de Denfert-Rochereau à un point plus central dans Paris. 
Le prolongement est déclaré d'utilité publique par un décret du 14 décembre 1889 et les travaux commencent en 1892. Le nouveau terminus du Luxembourg ouvre en 1895.
La gare est souterraine, mais la Compagnie n'obtient pas l'autorisation d'établir des accès sur la voie publique ou dans le jardin du Luxembourg. Elle fait donc l'acquisition de l'immeuble formant l'angle du boulevard Saint-Michel et de la rue Gay-Lussac afin d'y établir la gare. Les salles d'attente et les bureaux de distribution de billets sont installés au rez-de-chaussée et les couloirs d'accès aux quais dans les caves,.

### Modernisation de 1973 à 1978
La gare est profondément modernisée pour permettre l'ouverture du prolongement de la ligne jusqu'à Châtelet - Les Halles le 8 décembre 1977. 
Les travaux du prolongement vers le nord, de fin 1973 à 1978 dans un environnement difficile, avec une double traversée sous-fluviale à réaliser au cœur même du Paris historique, nécessitent un tunnel de 2 600 mètres qui doit plonger sous le fleuve, ce qui impose une très forte rampe de 4 % et nécessite d'amorcer la dénivellation dès cette ancienne gare dont la plate-forme est abaissée de cinquante centimètres,.
Une salle d'échanges, bénéficiant de l'abaissement des voies côté nord, est construite en mezzanine. Elle remplace l'accès par l'immeuble haussmannien du 69 boulevard Saint-Michel (à l'angle avec la rue Gay-Lussac), dont la verrière est détruite et les locaux fermés au public. Un nouvel accès est créé à l'extrémité sud de la gare face au 99 boulevard Saint-Michel, équipé comme l'accès principal, d'un escalator de sortie. Les supports de la caténaire, spécialement dessinés pour la gare, sont suspendus au plafond de la voûte, sous la chaussée. Elle est alors l'une des rares gares de la ligne qui possède une barrière de séparation acoustique entre les deux voies.

### Rénovation en 2000

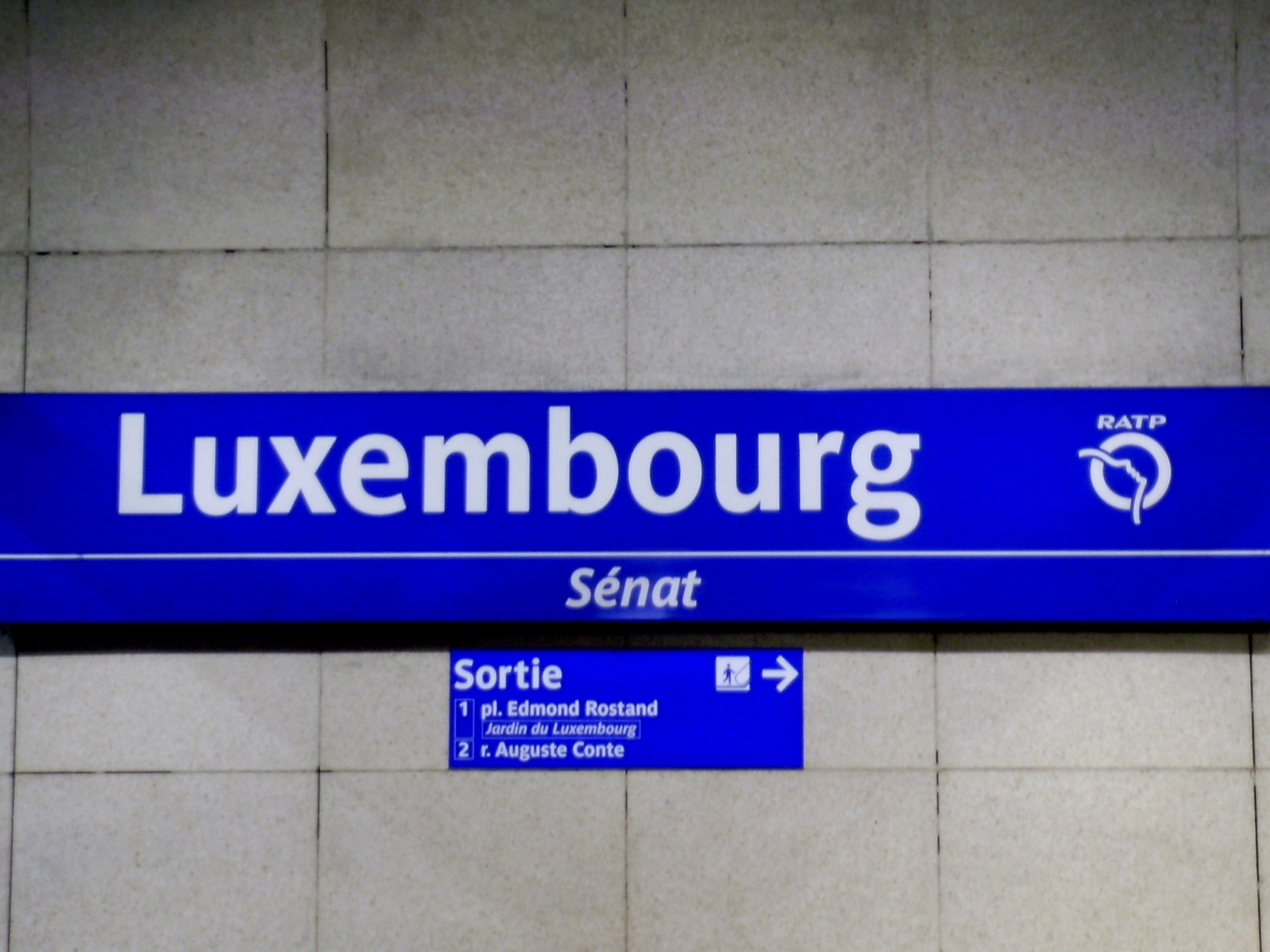
Panneau indiquant le nom de la gare.

La gare a été rénovée en 2000 à l'occasion du choix de neuf stations emblématiques choisies par la RATP pour célébrer le passage à l'an 2000, qui coïncide avec le centenaire du métropolitain. Le thème choisi pour la gare du Luxembourg, dont la dénomination est complétée d'un sous-titre Sénat, est l'environnement. De grands panneaux d'expositions temporaires dans le domaine de l'écologie urbaine et du développement durable, sont alors disposés au centre des quais.
La sortie sud, côté place Louis-Marin, très utilisée en raison de sa proximité de nombreux établissements scolaires et universitaires (collège et lycée Montaigne, Centre Assas de l’université Panthéon-Assas, lycée Lavoisier, École normale supérieure, Faculté de pharmacie, École des Mines), est alors dépourvue de personnel d'accueil mais voit l'installation d'un distributeur automatique de titres de transport.

### Travaux de mise en accessibilité, 2008-2019

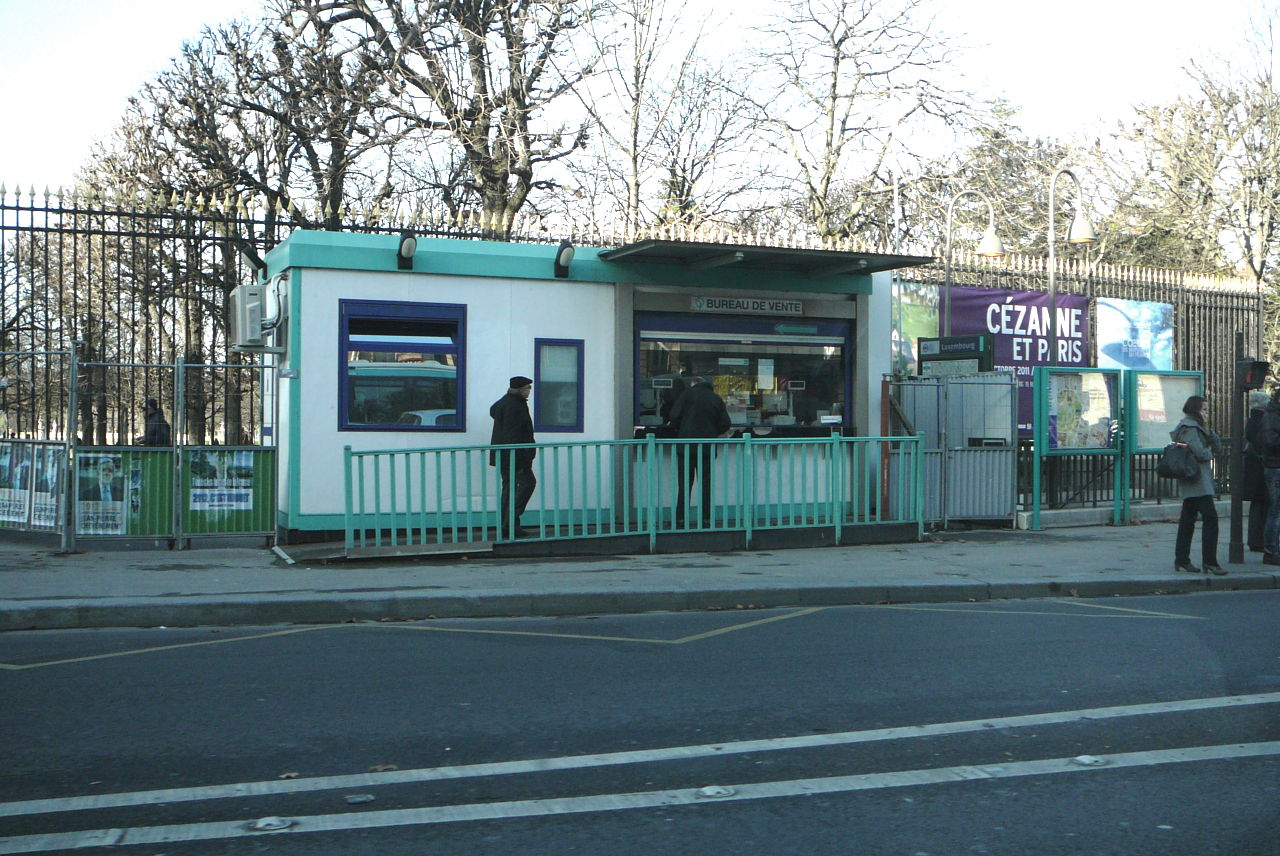
L'accueil provisoire des voyageurs le long des grilles du jardin du Luxembourg, près de la place Edmond-Rostand, de 2009 à décembre 2012.

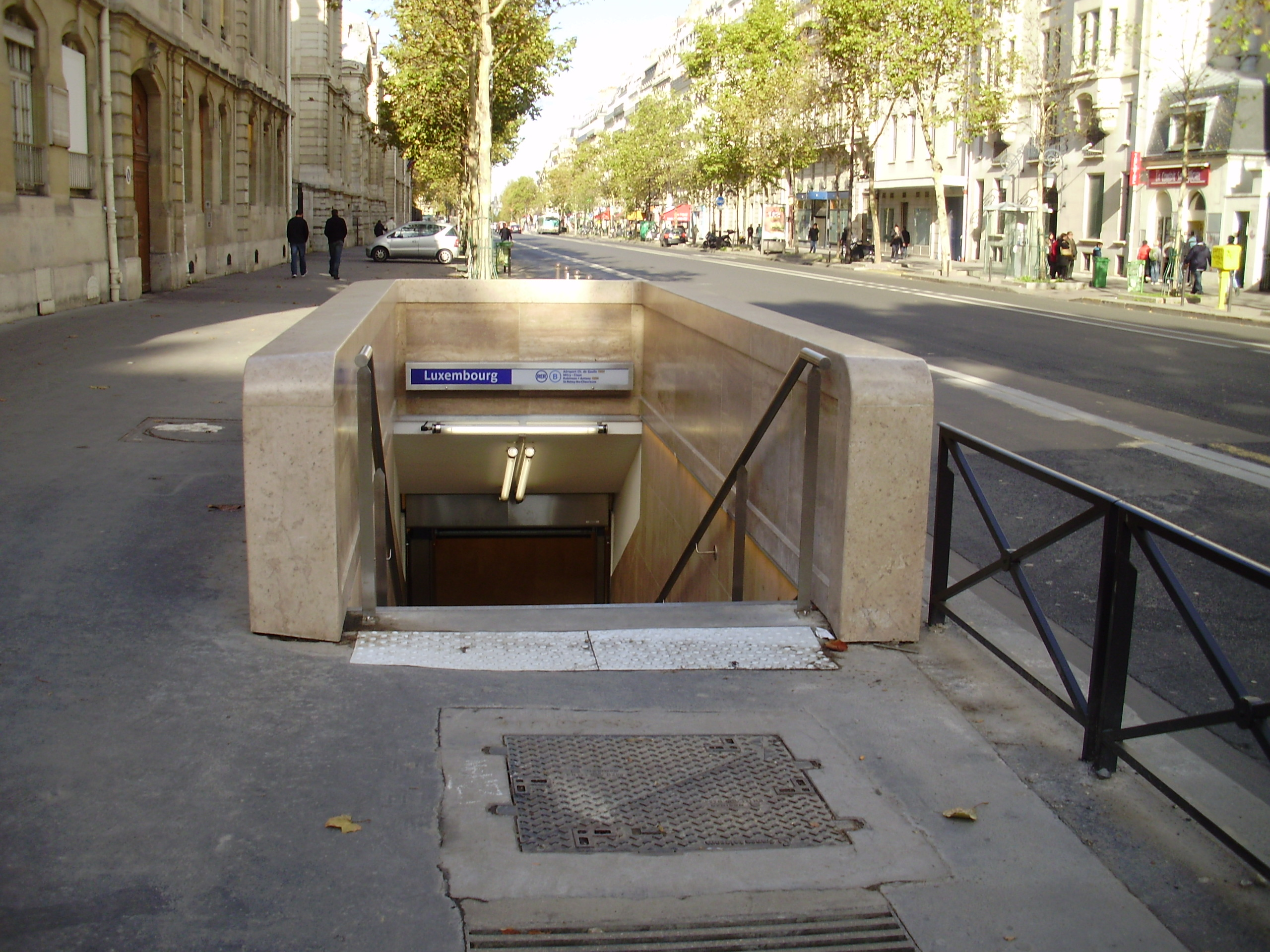
Entrée située près de la rue Auguste-Comte sur le trottoir ouest du boulevard Saint-Michel.

Des études débutent en 2004 et un permis de construire est déposé en 2008. Si de premiers travaux démarrent en 2009, l'évolution des normes d’évacuation conduit à revoir le projet ce qui les retardera de près d'une décennie.
Les travaux de percement, préalables à la mise en accessibilité pour tous de la gare, débutent durant l'hiver 2008-2009 pour une durée annoncée de 24 mois. Le projet de rénovation concerne, d'une part, l'installation de deux ascenseurs reliant la voirie à la salle des billets puis aux quais, afin de mettre cette gare aux normes d'accessibilité pour les personnes à mobilité réduite (entrée principale, à la hauteur de la rue Gay-Lussac), d'autre part, la création d'une nouvelle sortie côté rue Auguste-Comte, en face de l'actuelle située place Louis-Marin. 
À partir de mai 2009, le chantier se poursuit avec la réparation d'une entretoise des poutres de soutènement de l'accès en mezzanine, préalable à la mise en accessibilité. La salle d'échanges étant détruite, l'accueil commercial des voyageurs se fait, jusqu'en décembre 2012, dans un baraquement de chantier placé devant les grilles du jardin du Luxembourg. 
De mai à septembre 2010, la circulation est réduite à deux voies sur la section du boulevard Saint-Michel s'étendant de la place Louis-Marin à la rue Gay-Lussac, afin de poursuivre les travaux de percement et d'étanchéité de la salle d'échanges côté nord, et de réaliser le nouvel accès côté rue Auguste-Comte, au 64 boulevard Saint-Michel.
Le chantier est interrompu soudainement en septembre 2010 ; aucune information n'est communiquée par la RATP pour expliquer ce report. Les revêtements muraux et l'accès principal sont laissés dans un état brut. Le nouvel accès côté rue Auguste-Comte, à peine achevé, est rebouché et interdit d'accès. Il n'y a plus de personnel à l'intérieur de la station, celui-ci étant installé dans le baraquement placé devant les grilles du jardin du Luxembourg en raison des travaux, toujours interrompus en avril 2012.
Le 25 juin 2012, le conseil de quartier du Val-de-Grâce était consacré aux travaux de la gare RER. Son compte rendu révèle que l'interruption du chantier a pour origine une décision de la préfecture de police de novembre 2011. Celle-ci avait refusé le permis de construire pour des raisons de sécurité.
À l'automne 2012, les travaux de la salle d'échanges côté nord et de ses escaliers ont repris, les murs étant partiellement revêtus de carreaux dont la pose est en cours.
Le 15 octobre 2012, le nouvel accès vers la rue Auguste-Comte, au sud de la gare, est ouvert sur le trottoir situé sur le côté ouest du boulevard Saint-Michel.
En dépit de sa desserte d'un grand jardin public au cœur du Paris historique, Luxembourg - Sénat restera la seule gare du RER B intra-muros inaccessible aux voyageurs handicapés jusqu'en 2019.

### Fréquentation
En 2015, la fréquentation annuelle estimée par la RATP est de 5 670 876 voyageurs.

## Service des voyageurs

### Accueil
La gare, entièrement souterraine, dispose de deux salles d'échanges en mezzanine au-dessus des quais, une à chaque extrémité. Elles sont toutes les deux munies d'automates RATP pour l'achat de titres de transport ; la salle la plus grande, située du côté nord, dispose également d'un guichet RATP. Chaque salle est accessible par deux accès établis sur les trottoirs du boulevard Saint-Michel de part et d'autre de cet axe de circulation. Les accès nord sont situés à la hauteur de la rue Gay-Lussac et de la place Edmond-Rostand et les accès sud sur la place Louis-Marin et près de la rue Auguste-Comte.

Accès à la gare
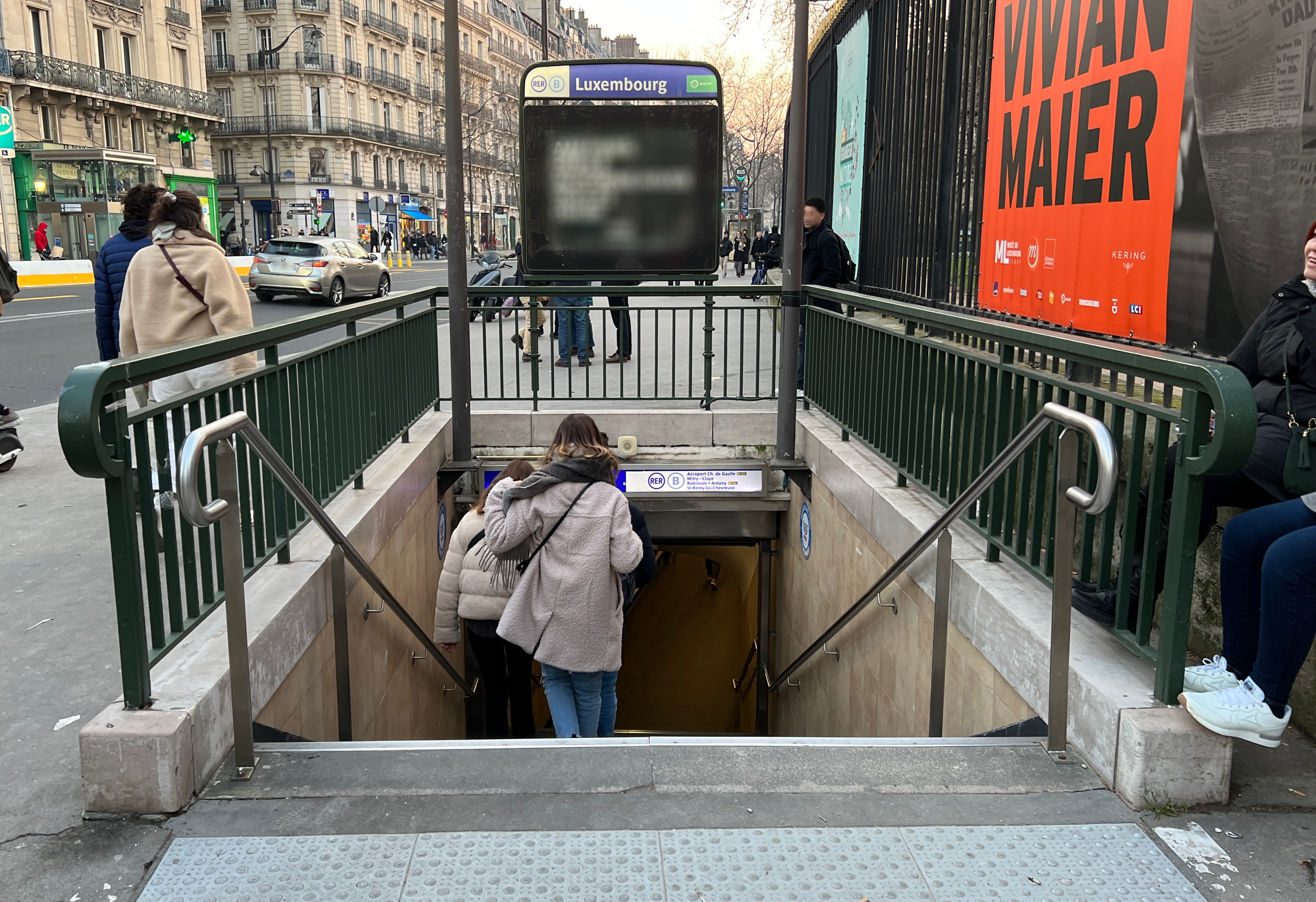
L'accès no 1 « Place Edmond Rostand ».
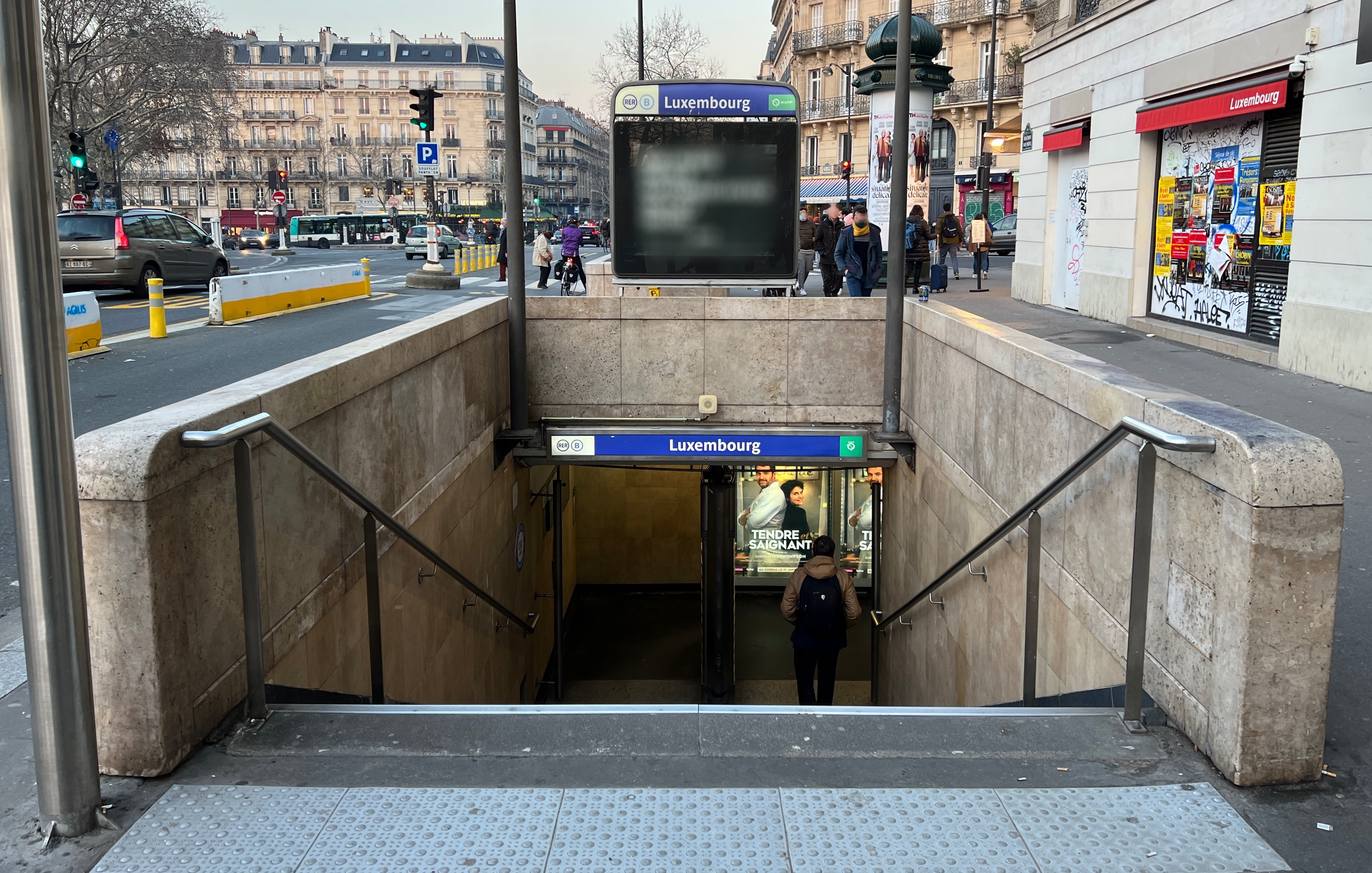
L'accès no 2 « Rue Gay-Lussac ».
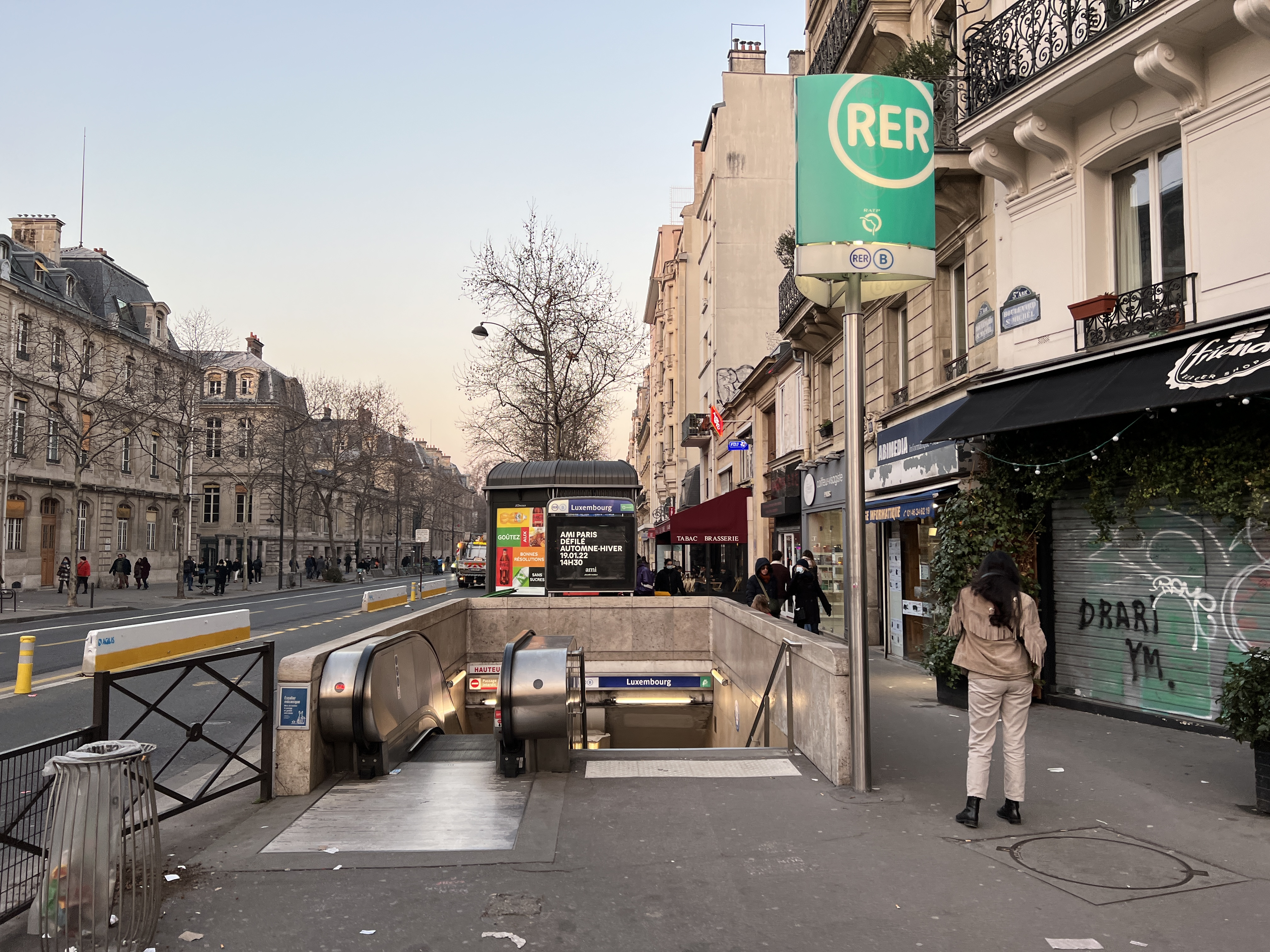
L'accès no 3 « Rue de l'Abbé de l'Épée ».
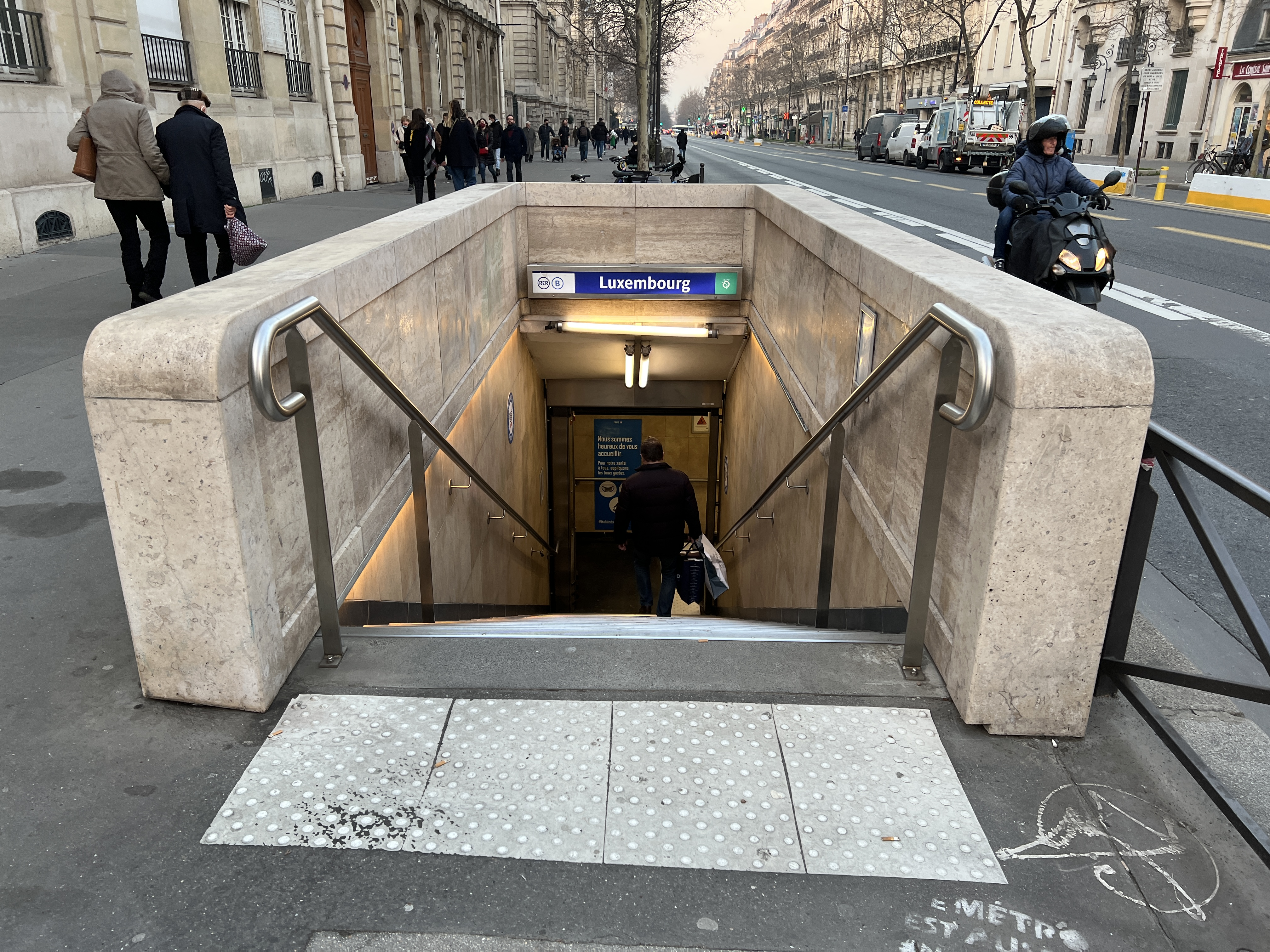
L'accès no 4 « Rue Auguste Comte ».

### Desserte
Elle est desservie par les trains de la ligne B du RER. Tous les trains circulant sur la ligne s'y arrêtent, pour une fréquence aux heures de pointe de 20 trains par heure dans chaque sens.

### Intermodalité
La gare est desservie par les lignes de bus 21, 24,  27, 38, 82, 84, et 89 du réseau de bus RATP, par la ligne touristique Tootbus Paris et, la nuit, par les lignes N14, N21, N122 et N123 du Noctilien.